# Robert Dover

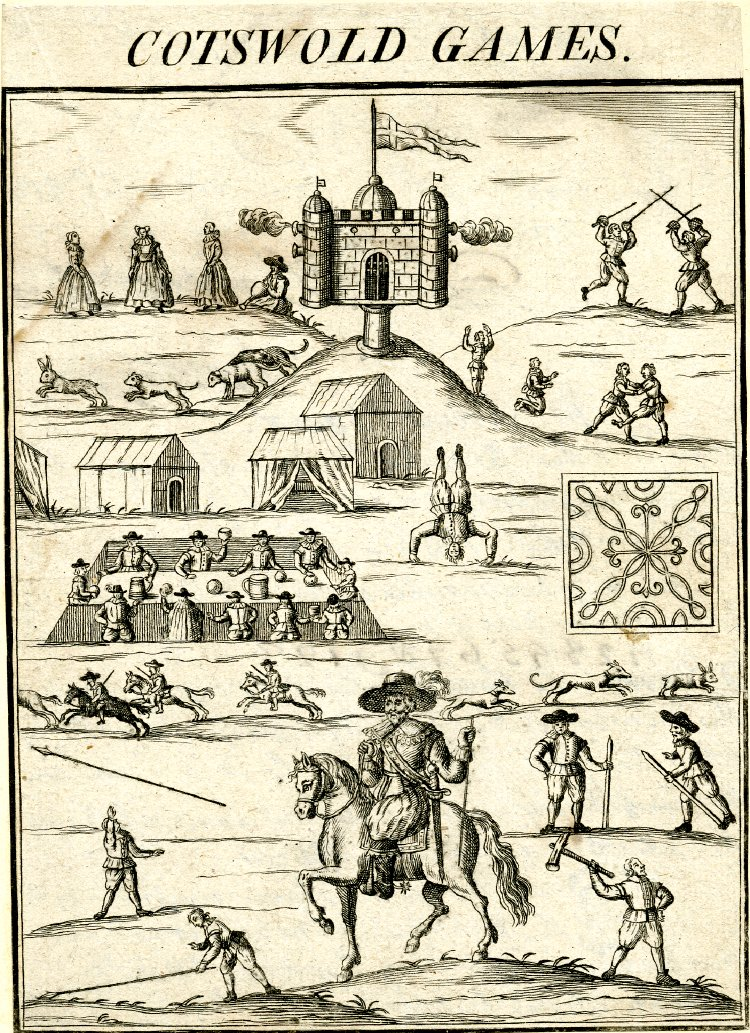
Representación de los Cotswold Games.

Robert Dover (1575-1641) fue un abogado y capitán inglés conocido por ser el fundador y director durante muchos años de los Cotswold Games, unos juegos que se empezaron a celebrar en el año 1604 como protesta al creciente puritanismo en su país. Esta competición, que se celebraba anualmente, consistía en pruebas de gimnasia, lanzamiento de martillo, lucha libre, baile y carreras de caballos entre otras, donde aquellos que lograban ganar recibían valiosos premios. Los juegos duraron hasta tres años después del fallecimiento de Dover y revividos posteriormente tras la restauración inglesa, hasta 1852. En 1963 reactivaron los juegos, siendo un evento activo en la actualidad.